# 洪良品
洪良品（？—1897年），字叙澄，号右臣，别号龙冈山人。湖北黄冈洪家湾（今武汉新洲）人，清朝政治人物，進士出身。
早年讀書於道观河紫霞寺。同治七年（1868年）戊辰科进士，改翰林院庶吉士，散館授编修，历官户科给事中。咸丰四年（1854年）太平天国丞相吉文元入境黄冈，知县翁汝瀛駐李家集，命其與盧璲采、钱崇兰等采辦团练。歷官江西道监察御史。光绪八年（1882年）弹劾军机大臣受贿，史稱雲南報銷案。改云南道监察御史，官至兵部给事中。光緒二十三年（1897年）二月卒于北京。著有《龙冈山人诗钞》等。 